# Famille Stoupichine
La famille Stoupichine (en russe : Ступишины) est une famille noble d'origine russe.

## Histoire
En janvier 1526, sur les ordres de Vassili III, Mikhaïl et Ivan Stoupichine sont affectés à la garde du palais lors du mariage de ce prince avec Héléna Glinska. En 1547, Vassili Stoupichine est affecté à la garde du palais lors du mariage du roi Ivan le Terrible avec Anastasia Romanovna Zakharine. Andreï Borissovitch Stoupichine est choisi par le même Ivan parmi les nobles de Volokolamsk. La famille compte au XVIIe siècle des courtisans, des échansons (stolnik) et des avocats.

## Personnalités
- Trifon (Stoupichine) (ru) (†1566), évêque de Souzdal puis archevêque de Polotsk.
- Alexeï Alexeïevitch Stoupichine (ru) (1720-1786), général-en-chef, gouverneur de Nijni Novgorod (1773-1784), Kostroma et Viatka. Il est considéré comme le fondateur de la ville de Mozdok.
- Alexeï Vassilievitch Stoupichine, colonel, père du suivant.
- Piotr Alexeïevitch Stoupichine (1718-1782), général, gouverneur de Vyborg.
- Ivan Stoupichine (†1806), général, premier gouverneur de Penza (1780-1806).
- Ivan Stoupichine, maréchal de la noblesse du gouvernement de Moscou (1793).